# Cassano allo Ionio
Cassano allo Ionio er en by i Calabrien, Italien med 16.507 (2023) indbyggere.